# Géraldine Tobé Mutamande
Géraldine Tobe, née le 9 février 1992 à Kinshasa, est une artiste visuelle et artiviste congolaise (RDC). Accusée de sorcellerie dans son enfance et soumise à un exorcisme violent, elle peint maintenant ses toiles avec la fumée d'une lampe à huile. Son travail interroge les croyances ancestrales et la place de la religion du colonisateur, décrit ces souffrances personnelles, comme celles des femmes et du peuple congolais dans son ensemble.
Elle a acquis une notoriété internationale, expose dans différents pays de par le monde et participe à des projets liés à la restitution des œuvres d'art.

## Biographie

### Enfance et formation
Géraldine Tobe est née le 9 février 1992, dans une fratrie de quatre enfants, à Kinshasa, au Zaire. 
Dans leur enfance, Géraldine Tobe et son frère aîné Joël, handicapé mental, dont la passion pour le dessin dérange, sont considérés comme des enfants-sorciers par des pasteurs évangélistes et font l'objet d'un exorcisme durant les séances duquel ils sont frappés, placés dans un cercle de bougies dans une fumée épaisse d'encens durant plusieurs jours, sans manger ni boire. Joël cesse de parler et de dessiner après ce traumatisme. Géraldine Tobe, qui le considère comme le véritable artiste d'entre eux deux, dit qu'il lui a transmis son don,,,. Cet événement traumatisant est derrière sa pratique artistique : elle utilise la fumée d'une lampe à huile pour peindre.   
Elle rapporte avoir été tiraillée entre sa culture traditionnelle et le christianisme importé par les colonisateurs. Elle entre même dans l'école d'un couvent chrétien « où je devais prier pour les saints blancs ». Par ailleurs, sa grand-mère, une Luba du Kasaï, qui pratique le culte des ancêtres, lui transmet le concept du Kalunga, la frontière aquatique qui sépare les vivants des morts dans l'imaginaire congolais, mais aussi « ce dont nous ne voyons ni le début ni la fin, le créateur incréé »,.  
Elle étudie à l'Académie des Beaux-arts de Kinshasa où, seule fille de sa classe, elle obtient un baccalauréat en peinture en 2012. A cette époque, elle adhère au collectif congolais « Bokutani artistes réunis »,,.

### Expression artistique
Elle peint d'abord de façon traditionnelle mais en 2004, insatisfaite, elle brûle ses toiles. Elle commence alors à peindre avec la fumée d'une lampe à huile, liant son art aux traumatismes de son enfance : la nuit, le feu et les esprits,. 
Géraldine Tobe travaille sous la toile suspendue à plat, contre laquelle elle place des pochoirs et déplace la lampe. Ensuite elle creuse, taille, délimite les traces de suie. Ses œuvres représentent des silhouettes déformées qui témoignent de ses souffrances personnelles, celles des femmes soumises aux injustices et de celles d'un peuple soumis à la pauvreté et la violence. « Consciente d’être ”un idiome entre monde immatériel et monde physique”, elle est aussi un intercesseur entre ombres et lumières. ». Ses toiles traitent de l’ethnographie et de la place de l’église dans l’histoire coloniale et de la spiritualité ancestrale. Sur ses toiles, des masques africains se mêlent à des corps désarticulés, dansants. L'usage du feu et de la fumée lui permet, dit-elle de relier le monde immatériel et le monde physique,,,.

« Je travaille avec le feu comme pinceau et la fumée comme couleur »

Elle aime à participer à des performances dans les rues, au contact de la population de Kinshasa, à confronter son art à un large public. Ce qui provoque parfois de l'incompréhension et des réactions violentes.

### Résidence d'artiste à Leipzig "Restitution box"
En 2018, Géraldine Tobe participe, avec sept autres artistes congolais à une résidence d'artistes à Leipzig, sous la direction d’Eddy Ekete, avec, pour objectif, de réaliser une œuvre collective, basée sur les collections historiques du musée. Ils créent une « Restitution Box » sur le thème des œuvres d'art du Congo conservées dans les réserves du Grassi Museum.

### Projet "Esprit des Ancêtres"
En 2019, elle effectue une résidence à l'Africamuseum à Tervuren en Belgique où elle découvre des masques et autres objets ethnographiques à caractère sacré dans les réserves du musée et réduits à leur seule valeur artistique. Elle y développe, avec le soutien de l'historien de l'art Hans De Wolf, son projet d'exposition Esprit des ancêtres qui questionne la restitution des œuvres à leur pays d'origine et veut leur donner un sens en les reliant à la culture et aux traditions dont ils sont issus. Les œuvres provenant de plusieurs musées européens seront ensuite "adoptées" par de jeunes artistes africains pour être intégrés dans des installations artistiques,,,.

### Memory of today, Memory of the future
avec Michel Ekeba du Congo, et Jean-David Nkot du Cameroun, Géraldine Tobe est incitée à créer une œuvre d'art collective, Memory of today, memory of the future, qui sera reproduite sur le lanceur spatial Ariane 5 et voyagera ainsi dans l'espace. A son bord, le satellite d'observation Meteosat volera au-dessus de l'Afrique et enverra des images du continent à destination des scientifiques et météorologues. Ce projet, développé par African artist for development en partenariat avec Eumetsat, veut inviter à la réflexion sur les changements climatiques.

### Art thérapie
Géraldine Tobe est également engagée dans l'art-thérapie avec son projet Handicap Mental. Elle développe une méthode de traitement basée sur l'expression artistique pour aider à la guérison des malades mentaux. 

## Expositions (sélection)
- 2018 : 
  - Biennale de Dakar[16],[17],[18]
  - L'Écran de fumée, Institut français, Kinshasa[19],[18]
  - Megalopolis. Stimmen aus Kinshasa, Grassi Museum, Leipzig[20]
- 2019 : Pilar, exposition collective à l'occasion des 50 ans de la Vrije Universiteit Brussel, Bruxelles[9]
- 2020 : African Women for Art, galerie Art’Z, Paris[21],[22]
- 2022 : 
  - Esprit des ancêtres, Kinshasa[2] (à confirmer)
  - Vous n'êtes pas prêts pour ça, Bruxelles[23]

## Distinctions
- 2018 : Finaliste du Luxembourg Art Prize[24],[25]

## Filmographie
Le documentaire Milinga - Fumée réalisé par Bob Nelson Makengo en 2015 est consacré à Géraldine Tobe.
En 2019, elle participe au documentaire réalisé par Renaud Barret, Système K, qui dépeint la scène artistique congolaise.